# Уильям Стюарт из Грандтулли

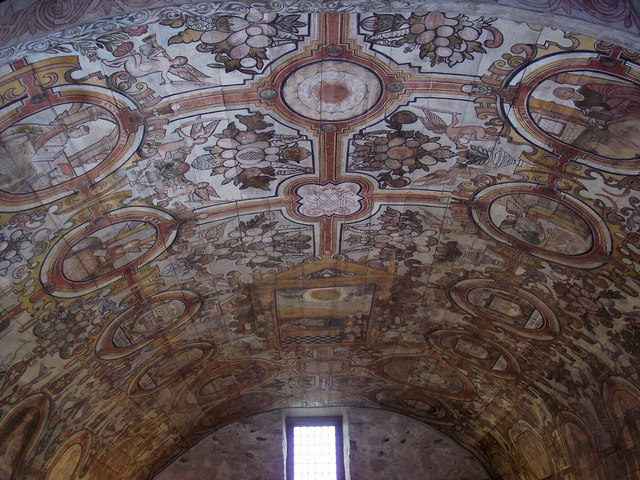
Расписной деревянный склеп в часовне Грандтулли

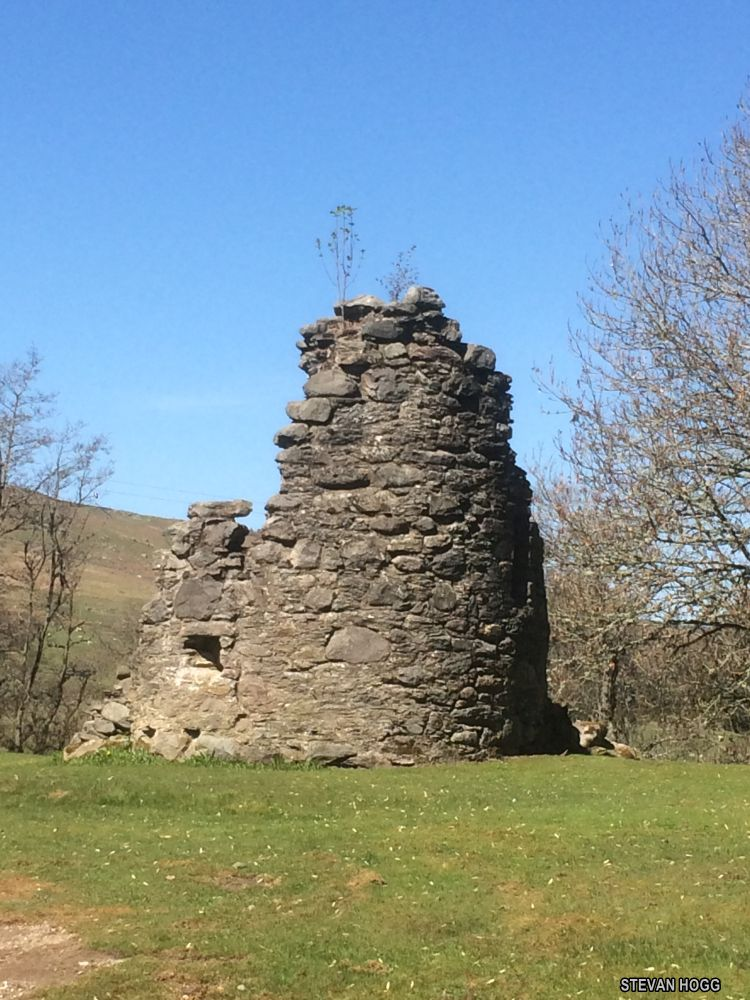
Уильяму Стюарту был передан Рутвенский замок Трокри в Пертшире

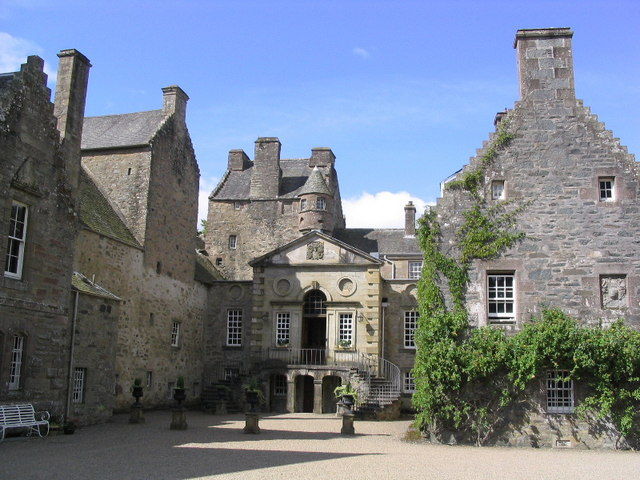
Замок Мертли

Уильям Стюарт из Грандтулли (англ. William Stewart of Grandtully; 1567—1646) — шотландский землевладелец и придворный.

## Биография
Он был сыном Уильяма Стюарта из Грандтулли (умер в 1574 году) и Изабеллы Стюарт, дочери Джона Стюарта, 3-го графа Атолла (1507—1542).
Вырос в замке Стерлинг и получил образование вместе с юным королем Яковом VI, и был доверенным лицом для наказаний молодого короля в качестве его «мальчика для битья». Королевская хартия 1602 года частично подтверждает это, отмечая, что он находился на службе у короля «с момента его коронации». Уильям Стюарт был описан как «почетный паж» при дворе в 1585 году.
У него был старший брат, Томас Стюарт, который стал лэрдом Грандтулли. Уильям стал лэрдом Банчри. Перед своей смертью в 1611 году Томас передал земли Грандтулли Уильяму, который тогда был известен как «феуар Грандтулли».
Уильям Стюарт стал джентльменом королевской спальни в мае 1594 года. Он помог спасти короля от заговора графа Гоури в Перте 5 августа 1600 года, и Яков VI наградил его конфискованным замком Рутвен в Трокри близ Литтл-Данкельда и баронством Стратбран. Письмо с тайной печатью от ноября 1600 года описывает его как «ежедневного слугу» короля. Говорят, что он сделал дополнения к замку Трохри, в которых были его инициалы и геральдика.
Его дом находился в Грандтулли, где он отремонтировал церковь Святой Марии с деревянным сводом, расписанным виньетками, примерно в 1636 году. Он также стал владельцем замка Мертли.
Его портрет был написан Адамом де Колоном, и копия этой картины до сих пор висит в Мертли.
Он умер в 1646 году и был похоронен в Грандтулли.

## Брак и дети
Он женился на Агнес Монкриф. Её монограмма и геральдика появляются в часовне в Грандтулли. У супругов были дети:
- Томас Стюарт из Грандтулли (1608—1688), женился на Гризель Менцис; Их дочь Гриссел Стюарт, вышла замуж за Джона Драммонда из Логилмонда[9];
- Генри Стюарт;
- Уильям Стюарт.